# にょろーん ちゅるやさんのディスコグラフィ
にょろーん ちゅるやさんのディスコグラフィでは、Webアニメ『にょろーん☆ちゅるやさん』の関連CDについて記述する。

## シングル

### 乳から生まれた大先輩
2009年4月22日に『涼宮ハルヒちゃんの憂鬱』の主題歌「いままでのあらすじ」と同日発売された。Webアニメ『にょろーん☆ちゅるやさん』のイメージCD Vol.1。Vol.2以降では、ゲストとして「SOS団」のメンバーが参加しているが、今回はちゅるやさん（松岡由貴）のみが楽曲に参加している。
収録曲
（全作詞：畑亜貴）
1. 乳から生まれた大先輩 [3:12]
作曲：伊藤真澄、編曲：菊谷知樹
2. 名無しでにょろ〜ん [4:09]
作曲・編曲：菊谷知樹
3. 乳から生まれた大先輩（off vocal）
4. 名無しでにょろ〜ん（off vocal）

### ググれ!（に一致する日本語のページ）
2009年5月27日発売。Webアニメ『にょろーん☆ちゅるやさん』のイメージCD Vol.2。ゲストとして、朝比奈みくる（後藤邑子）、長門有希（茅原実里）が楽曲に参加している。
収録曲
（全作詞：畑亜貴、作曲：伊藤真澄、編曲：菊谷知樹）
1. ググれ!（に一致する日本語のページ） [3:19]
ゲスト：朝比奈みくる（後藤邑子）
2. ながとっちのゆううつ [3:39]
ゲスト：長門有希（茅原実里）
3. ググれ!（に一致する日本語のページ）（off vocal）
4. ながとっちのゆううつ（off vocal）

### このスモチからの卒業
2009年6月24日にライブCD「涼宮ハルヒの弦奏」と同日発売された。Webアニメ『にょろーん☆ちゅるやさん』のイメージCD Vol.3。ゲストとして、涼宮ハルヒ（平野綾）、キョン（杉田智和）、古泉一樹（小野大輔）が楽曲に参加している。
収録曲
（全作詞：畑亜貴）
1. このスモチからの卒業 [3:46]
作曲・編曲：菊谷知樹、ゲスト：涼宮ハルヒ（平野綾）、キョン（杉田智和）
2. まちが〜って？スモチタベル [3:40]
作曲・編曲：金井江右、ゲスト：古泉一樹（小野大輔）
3. このスモチからの卒業（off vocal）
4. まちが〜って？スモチタベル（off vocal）